# Dolany (Olomouci járás)
Dolany település Csehországban, az Olomouci járásban. Dolany Bělkovice-Lašťany, Olomouc, Domašov u Šternberka, Tovéř, Hlušovice, Bohuňovice, Hlubočky és Jívová településekkel határos. Lakosainak száma 2942 fő (2024. január 1.).

## Népesség
A település lakosságának változását az alábbi diagram mutatja:
| Lakosok száma | 2087 | 2158 | 2271 | 1911 | 1942 | 1940 | 2712 | 2772 | 2827 | 2942 |
|               | 1869 | 1890 | 1921 | 1950 | 1980 | 2001 | 2017 | 2019 | 2022 | 2024 |